# Ашенкампф, Альфред
Альфред Альфредович Ашенкампф (нем. Alfred Aschenkampff; 31 марта 1858, Либава, Курляндская губерния — 26 декабря 1914, Рига) — балтийский немецкий архитектор.

## Биография
Родился в Либаве. 
Изучал архитектуру в Рижском политехническом училище, окончил училище в 1893 году. Организовал собственную архитектурную фирму в Риге. 
Преподавал в Рижской школе ремёсел и работал инспектором в строительном совете города. В 1901 году вместе с Максом Шервинским спроектировал здания экспозиции к 700-летию основания Риги.
Он автор проектов около 15 многоэтажных домов в Риге, в большинстве в стиле модерн. 
Умер в Риге.

## Известные постройки
- Здание корпорации «Concordia Rigensis» в Риге (ассоциация немецкоговорящих выпускников и студентов рижского Политехнического института), 1911 — улица Алдару, 7[3].